# ロバート・ロビンソン
サー・ロバート・ロビンソン（Sir Robert Robinson、1886年9月13日・ダービーシャー - 1975年2月8日）は、イギリスの化学者。イギリス学派に属する。1912年からシドニー大学教授。1915年にイギリスに戻り、リヴァプール大学、ロンドン大学教授を経て1930年からオックスフォード大学教授を務める。1920年に王立協会のフェローに選出され、1945年から1950年まで王立協会会長。アルカロイドの研究により1947年にノーベル化学賞を受賞した。

## 業績
ロバート・ロビンソンは化学、特に有機化学の発展に大きく貢献した。彼は有機電子論を発展させた。1917年にトロピノンの全合成を報告、1935年にロビンソン環化を報告した。ストリキニーネ、ニコチン、モルヒネ等の構造決定に貢献し、抗マラリア剤の開発にも貢献した。

## 受賞・栄典
- フランクリン・メダル（1930年）
- ベーカリアン・メダル（1930年）
- ロイヤル・メダル（1932年）
- パラケルスス・メダル（1941年）
- コプリ・メダル（1942年）
- フランクリン・メダル（1947年）
- アルバート・メダル（1947年）
- ノーベル化学賞（1947年）
- メリット勲章受勲（1949年）
- プリーストリー賞（1953年）
- アウグスト・ヴィルヘルム・フォン・ホフマン・メダル（1957年）